# Corwin von Amber
Corwin von Amber ist der erste von zehn Romanen im Fantasy-Zyklus Die Chroniken von Amber des US-amerikanischen Autors Roger Zelazny. Er wurde erstmals 1970 als Nine Princes in Amber von Doubleday veröffentlicht. Auf Deutsch wurde der Roman unter dem Titel Corwin von Amber publiziert, der in der Übersetzung durch Thomas Schlück 1977 bei Heyne erschien. 1985 erschien das Computerspiel Nine Princes in Amber, basierend auf den ersten beiden Romanen des Zyklus. Die erste Hardcover-Ausgabe des Romans ist ungewöhnlich selten, weil der Verleger irrtümlicherweise einen bedeutenden Teil der ursprünglichen Druckauflage einstampfte. Dieses Versehen entstand, als die Entscheidung, die verbleibenden Exemplare von Zelaznys älterem Buch Götter aus Licht und Dunkelheit zu vernichten, gefallen war.
In der Geschichte wacht Carl Corey in einem abgelegenen Krankenhaus in New York mit Amnesie auf. Er entkommt und entdeckt Stück für Stück die Wahrheit: Er ist in Wirklichkeit Prinz Corwin von Amber, der einzig wahren Welt, von der unsere Erde nur ein Schatten ist. Er ist einer von neun Prinzen, die Amber regieren könnten, wenn er sich an den Armeen seines älteren Bruders Eric vorbeikämpfen kann.

## Handlung
Carl Corey wacht in einer medizinischen Klinik auf, ohne zu wissen, wer er ist oder wie er dort hingekommen ist. Er vermutet, dass er zu viele Medikamente bekommt, also überwältigt er die Krankenschwester und den Arzt und flieht aus seinem Zimmer. Er findet den Leiter der Klinik und erfährt, dass er sich von einem Autounfall in einer Privatklinik erholt hat, die von seiner Schwester Evelyn Flaumel bezahlt wurde. Corey leidet unter Amnesie und erinnert sich weder, wer er eigentlich ist, noch an sonstige Teile seines Lebens.
Er flieht aus der Klinik, spürt Evelyn auf und besucht sie in ihrem Haus. Sie spricht ihn mit Corwin an und nennt sich Flora. Er verbirgt seinen Mangel an Erinnerungen und überredet sie, ihn erst einmal bei ihr wohnen zu lassen. In Floras Bibliothek findet er einen Satz veränderter Tarot-Karten. Die Trümpfe sind durch Bilder ersetzt worden, die er als seine Familie erkennt. Als er die Karten durchsieht, erinnert er sich an all seine Brüder: den hinterhältigen Random, Julian den Jäger, den gut gebauten Gérard, den arroganten Eric, ihn selbst, Benedict, den Meistertaktiker und Schwertkämpfer, den finsteren Caine, den intriganten Bleys und den mysteriösen Brand. Er sieht auch seine vier Schwestern: Flora, die ihm Zuflucht bietet, Deirdre, die ihm lieb war, die reservierte Llewella und Fiona, die Corwin hasste.
In Abwesenheit von Flora ruft Random an. Corwin nimmt das Gespräch an und verspricht ihm Schutz. Random trifft ein, verfolgt von mysteriösen humanoiden Kreaturen mit Stacheln und blutunterlaufenen Augen, und während des folgenden Kampfes erfährt Corwin, dass er übermenschliche Kräfte besitzt. Die gemeinsamen Bemühungen von Corwin, Random, Flora und ihrer Kampfhunde besiegen schließlich die angreifenden Kreaturen. Später, in einem vorsichtigen Gespräch, in dem Corwin weiterhin seinen Gedächtnisverlust maskiert, fragt Random Corwin, ob er es „versuchen“ möchte. Corwin stimmt zu und erfährt erst später, dass er zugestimmt hat, einen Versuch zu unternehmen, den Thron von Amber zu erobern.
Random und Corwin fahren in einem Auto los und während der Fahrt beginnt sich die Welt um sie herum zu verändern. Corwin erkennt, dass Random irgendwie die Veränderungen verursacht. Sie landen schließlich im Wald von Arden, dem Territorium ihres Bruders Julian, der mit Corwins Feind Eric verbündet ist. Julians Bestien greifen Random und Corwin in ihrem Fahrzeug an, und schließlich erscheint Julian selbst auf seinem Ross Morgenstern, um sie zu jagen.
Bei der anschließenden Verfolgungsjagd reißt Corwin Julian vom Pferd und nimmt ihn gefangen. Als Julians Männer sehen, dass ihr Anführer als Geisel gehalten wird, lassen sie Corwin und Random durch den Wald passieren. Nachdem dem Auto das Benzin ausgegangen ist und sie Julian haben ziehen lassen, setzen sie ihre Reise nach Amber zu Fuß fort. Sie treffen auf ihre Schwester Deirdre, die verrät, dass sie von Erics Hof geflohen ist. Corwin enthüllt schließlich, dass er sehr wenig Erinnerung an seine Identität oder ihr Ziel hat, also überzeugt Deirdre ihn, das „Muster“ abzugehen, von dem sie glaubt, dass dies seine Amnesie heilen wird.
Die drei reisen dann nach Rebma, einem Spiegelbild von Amber unter Wasser. Sie machen Bekanntschaft mit Moire, der Königin von Rebma, und erklären ihre Absichten. Da Rebma ein Spiegelbild von Amber ist, gibt es auch ein Spiegelbild des Musters, das Corwin durchlaufen muss, um sein Gedächtnis wiederherzustellen. Obwohl Random wegen früherer Straftaten in Rebma inhaftiert und dazu verurteilt wurde, ein blindes Mädchen namens Vialle zu heiraten, überredet Corwin die Königin, ihm zu erlauben, dem Muster zu folgen. Nachdem er Ratschläge von Random und Deirdre erhalten hat, gelingt es ihm, das Muster zu durchschreiten, und Rückblenden seines früheren Lebens zu erleben, das sich über Jahrhunderte bis zu seiner Zeit in Amber erstreckt. Nun erinnert er sich auch an den Vorfall, der zu seiner Amnesie führte: Eric schlug ihn damals bewusstlos, verbrachte ihn auf die mittelalterliche Erde und ließ ihn in der Zeit der Pest in London zum Sterben zurück. Er erinnert sich an die Kräfte, die ihm sein Erbe und das Muster verleihen – die Kraft, durch „Schatten“ zu gehen und einen mächtigen Fluch auszusprechen, bevor er stirbt. Nachdem er das Muster vollständig abgeschritten hat, nutzt er seine Kraft, um sich in das Schloss von Amber zu projizieren.
Beim Durchsuchen der Schlossbibliothek findet Corwin ein Tarot-Kartendeck mit den Trümpfen und trifft auf einen alten Diener, den er aus der Vergangenheit kennt. Eric betritt die Bibliothek und er und Corwin beginnen sich zu duellieren. Obwohl Corwin zunächst von Erics immensem Können eingeschüchtert ist, gewinnt er im Schwertkampf die Oberhand und verletzt Eric am Arm. Als Soldaten des Schlosses einrücken, um Eric zu beschützen, zieht sich Corwin zurück. Er flieht durch eine Tapetentür und kontaktiert seinen Bruder Bleys mithilfe des passenden Trumpfes aus dem Deck. Bleys teleportiert Corwin zu seinem Standort in den Schatten.
Corwin willigt dann ein, Bleys bei seinem Versuch zu helfen, Amber anzugreifen und Eric zu besiegen. Corwin versammelt eine große Armee von Kriegern aus einem Schatten und stellt eine Seestreitmacht zusammen, während Bleys eine Armee an Land aufbaut. Corwin versucht auf der Suche nach Verbündeten Kontakt zu seinen Brüdern aufzunehmen. Obwohl Caine Eric unterstützt, verspricht er Corwin eine sichere Überfahrt auf dem Seeweg, ebenso wie sein Bruder Gérard. Als er versucht, Brand zu erreichen, sieht er ihn in einem Gefängnis und Brand bittet Corwin verzweifelt, ihn zu befreien, bevor sein Bild verschwindet. Unfähig, Benedict zu erreichen, versucht Corwin aus einer Laune heraus, den Trumpf seines Vaters Oberon zu aktivieren. Oberon wird seit Jahren vermisst und ist vermutlich tot. Corwin gelingt es, Oberon zu erreichen, der ihn ermutigt, den Thron zu besteigen, doch der Kontakt bricht schnell ab. Als Corwin Random kontaktiert, enthüllt Random, dass Eric ihn kontaktiert hat. Dabei hat Random die immense Größe und Stärke der verteidigenden Truppen gesehen. Außerdem berichtet Random Corwin, dass Eric die Kontrolle über das mysteriöse „Juwel des Geschicks“ erlangt hat, das ihm unter anderem erlaubt, das Wetter zu kontrollieren. Trotz Randoms Bedenken bleibt Corwin entschlossen, Amber mit Bleys Hilfe anzugreifen.
Als die Invasion beginnt, wird Corwins Flotte von Caine mit einer überlegenen Streitmacht überrascht. Eric kontaktiert dann Corwin per Trumpf und verrät, dass er von Caine von Corwins Plänen wusste. Die beiden liefern sich ein mentales Duell, aus dem sich Corwin nicht befreien kann. Corwin schließt sich dann dem Kampf an, obwohl er aussichtslos ist: Caines Streitkräfte zerstören bereits Corwins Marine und er entkommt mittels Trumpf zu Bleys und seiner Armee. Bleys wurde ständig von Kreaturen des Schattens attackiert und seine Truppen leiden unter den schlechten Wetterbedingungen. Die Unwetter werden mithilfe des Juwels von Eric verursacht und gesteuert.
Obwohl sie schließlich Amber erreichen, sind ihre Kräfte sehr dezimiert und sie kämpfen sich kaum den Berg Kolvir hinauf, auf dem Amber steht. Bleys wird schließlich von einer Klippe gestoßen, obwohl Corwin ihm sein Tarot-Deck zuwirft, damit Bleys sich während des Sturzes fortteleportieren kann. Corwin setzt dann seine wenigen verbleibenden Kräfte ein und drängt sich durch, um schließlich das Schlossgelände zu erreichen, aber bevor er den Thron oder Eric erreichen kann, werden seine verbleibenden Streitkräfte umzingelt und er wird gefangen genommen.
Corwin wird in Ketten in den Thronsaal gebracht, um Erics Krönung beizuwohnen. Julian, der an Erics Seite sitzt, weist Corwin an, Eric die Krone von Amber zu übergeben, der sich selbst zum König der einzig wahren Welt (Amber) krönen wird. Stattdessen setzt sich Cowin die Krone selbst auf, aber er wird schnell von den Wachen geschlagen und wirft die Krone schließlich nach Eric. Eric krönt sich dann selbst und verurteilt Corwin zu Kerkerhaft und lässt ihn blenden. Als heiße Eisen verwendet werden, um seine Augen auszubrennen, verflucht Corwin Eric und Amber mit einem mächtigen Fluch.
Blind und unter dem Schloss eingesperrt, wird Corwin fast in den Wahnsinn getrieben, obwohl seltene Besuche und geschmuggelte Geschenke seines Freundes Lord Rein ihm helfen, seinen Mut und seine Hoffnung zu bewahren. Nachdem ein Jahr in Blindheit und Einsamkeit vergangen ist, wird er am Jahrestag der Krönung an Erics Tisch zum Essen gelassen, bevor er erneut in die Kerker geworfen wird. Nachdem Jahre vergangen sind, beginnen sich Corwins Augen zu regenerieren und er versucht einen Fluchtversuch, indem er anfängt, vom Türschloss mit einem Löffel das Holz abzukratzen. Bevor er auf diese Weise entkommen kann, taucht Dworkin, der verrückte Zauberer und Schöpfer der Trümpfe und des Musters, aus dem Nichts auf, nachdem er scheinbar durch die Kerkermauer gegangen ist. Er erklärt, dass er Corwins Zelle betreten hat, indem er ein Bild gezeichnet und hindurchgegangen ist, und möchte auf die gleiche Weise zurückkehren. Dworkin benutzt Corwins geschärften Löffel, um ein Bild seines Quartiers an die Wand zu malen, aber bevor er geht, überredet Corwin ihn, den Leuchtturm von Cabra an die gegenüberliegende Wand zu malen. Mit dieser Zeichnung kann Corwin aus seinem Gefängnis fliehen.
Im Leuchtturm von Cabra trifft er Jopin, dessen Wächter, gibt aber seine wahre Identität nicht preis. Jopin hilft Corwin, sich von seiner Gefängnistortur zu erholen, während Corwin Jopin bei seinen Aktivitäten rund um den Leuchtturm unterstützt. Sobald er sich vollständig erholt hat, erkennt Jopin Corwin und zeigt ihm, dass das Tal von Garnath, zuvor ein angenehmes Tal neben Amber, zu einem verzerrten und verdrehten bösen Ort geworden ist. Corwin erkennt diese Veränderungen als Folgen seines Fluchs, nimmt Jopins Schiff „Butterfly“ und segelt davon, während er über einen schwarzen Vogel eine Nachricht an Eric sendet, die besagt, dass er zurückkehren wird, um den Thron zu beanspruchen.

## Adaptationen
Eine dreiteilige Comic-Adaption wurde 1996 von Terry Bisson veröffentlicht. Eine Verfilmung war erstmals 1998 geplant, die von Mark Canton und Akiva Goldsman produziert werden sollte. Ab Juli 2016 wird eine TV-Adaption von den Machern der TV-Serie The Walking Dead produziert.

## Ausgaben
- Nine Princes in Amber. Doubleday, 1970, ISBN 0-571-09782-0.
  - Corwin von Amber. Heyne, 1977, ISBN 3-453-30432-2.